# 키즈 컴퓨터 피코

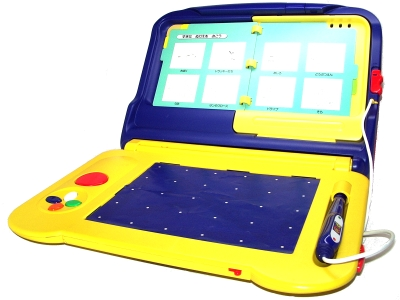
키즈 컴퓨터 피코

키즈 컴퓨터 피코(일본어: キッズコンピュータ・ピコ) 혹은 세가 피코(영어: Sega Pico)는 세가가 개발한 유아용 게임기이자 교육용 게임기이다. 1993년에서는 일본이 먼저 발매되었고 이듬해 미국과 유럽에도 발매되었다. 대한민국에서는 1995년, 삼성전자에서 피코 플러스라는 이름으로 유통하여 판매되었다가 게임 사업 부분에서 철수하여 지티엔터프라이즈와 계약하여 유통·판매했었다. 1998년에는 미국과 유럽에서 판매중단 되었고, 2002년에는 대한민국에서, 마지막으로 2005년에 일본에서 판매가 중단되었다.

## 디자인
팩은 책의 형식으로 구성되었고 본체는 펜과 그림판, 버튼(엔터와 방향키)으로 구성되었다. 각 게임들의 맨 마지막 페이지는 그림을 그릴수있는 그림판으로 구성되어 있다.

## 게임 목록

### 대한민국
국내 작품은 대부분 세가와 삼성전자가 합작한 작품이다.
- 미키와 모험을 떠나요
- 숫자는 요술쟁이
- 금도끼 은도끼
- 나누어 먹어요
- 또또랑 코코랑
- 글자나라의 여행
- 무엇을 타고갈까
- 두껍아 두껍아 세모다오
- 꿈나라 여행
- 요술 크레파스
- 도레미파 동물 음악회
- 곰돌이 푸우의 사계절
- 즐거운 파티를 열자
- 신나는 운동회날
- 야호 신나는 놀이동산
- 앤디와 빌리의 국어탐험
- 앤디와 빌리의 수학탐험
- 앤디와 빌리의 영어탐험
- 요술버스 (1995년 미국 발매)
- 재미있는 우주탐험
- 101마리 달마시안 (1994년 미국 발매)
- 신비로운 바다여행
- 할아버지의 농장
- 벅스 라이프
- 프라이드 록의 모험(라이온킹)
- 토이 스토리 2 우디 수색 대작전
- 알로와 퐁카
- 라이언 킹
- 소닉의 게임 월드
- 테일즈와 음악 만들기

### 일본
- 1994년
  - 도라에몽 - 노비타의 마치나카 두근 두근 탐험! (소학관)
  - 소닉 더 헤지호그의 게임월드[1]
  - 세일러문 시리즈 (반다이)
    - 세일러문 슈퍼S
    - 세일러문 S
    - 세일러문 세일러스타즈

  - 크레용 신짱 - 나랑 함께 놀아요! (반다이)
- 1995년
  - 치비 마루코짱 - 함께 놀아요! (타카라)
  - 마법기사 레이어스 - 마법기사 탄생
  - 테일즈 앤 뮤직 메이커
- 1996년
  - 격주전대 카레인저 (반다이)
- 1997년
  - B-로봇 카브타크 (반다이)
  - 전자전대 메가레인저 (반다이)[2]
  - 큐티하니 플래시 (반다이)
- 2001년
  - 가면라이더 아기토 & 쿠우가 와일드 배틀 (반다이)
- 2002년
  - 꼬마마법사 레미 토쾅~! (반다이)[3]
  - 인풍전대 허리케인저 & 백수전대 가오레인저 초전대 슈퍼 배틀 (반다이)[4]
- 2003년
  - 가면라이더 555 (반다이)
  - 내일의 나쟈 (반다이)[5]
  - 디즈니 프린세스 - 공주가 되고 싶어!
  - 폭룡전대 아바레인저 (반다이)[6]
- 2004년
  - 두 사람은 프리큐어 (반다이)[7]
  - 디즈니 프린세스 - 에리얼
  - 디즈니 프린세스 좋은 레슨 히라가나 카타카나
  - 특수전대 데카레인저 (반다이)